# Community and Public Sector Union
Die Community and Public Sector Union (CPSU) ist eine Gewerkschaft in Australien für Beschäftigte im Öffentlichen Sektor. Diese Gewerkschaft wurde am 1. Juli 1994 durch die Fusion der Public Sector, Professional, Scientific, Research, Technical, Communication, Aviation and Broadcasting Union (PSU) mit der State Public Services Federation (SPSF) gegründet. Die CPSU ist eine der größten Gewerkschaft in Australien von etwa 160.000 Mitgliedern. Die CPSU teilt sich in zwei Bereiche auf, in die SPSF Group mit 100.000 Beschäftigten im staatlichen Bereich, Forschungseinrichtungen und an Universitäten, und in die PSU Group mit 60.000 Beschäftigten der Bundesregierung und Landesregierungen.

## SPSF Group
Die State Public Services Federation wurde am 30. Juli 1976 als Gewerkschaft eingetragen und war lediglich für einen kleinen Teil der Staatsbediensteten zuständig und erst als sie ihren Status 1984 änderte, konnte sie sich mit Public Service Association of New South Wales vereinen, die im Jahr 1999 100 Jahre im Öffentlichen Dienst von New South Wales existierte. Mit den Staatsbeschäftigten in Victoria, entwickelte sich die SPSF Group zu einer nationalweit aktiven Gewerkschaft.
Nach ihrem regionalen Zuschnitts nennen sich die Gewerkschaften innerhalb der SPS Group in:
- New South Wales: Public Service Association of NSW (PSA of NSW)
- Queensland: Queensland Public Sector Union (QPSA)
- South Australia: The Public Service Association of South Australia (PSA)
- Western Australia: Civil Service Association of Western Australia (CSA)
- Tasmanien: State Public Services Federation Tasmania (SPSF Tasmania)

Ferner erfasst die SPSF Group Angestellte im Northern Territory und Australian Capital Territory erfasst.

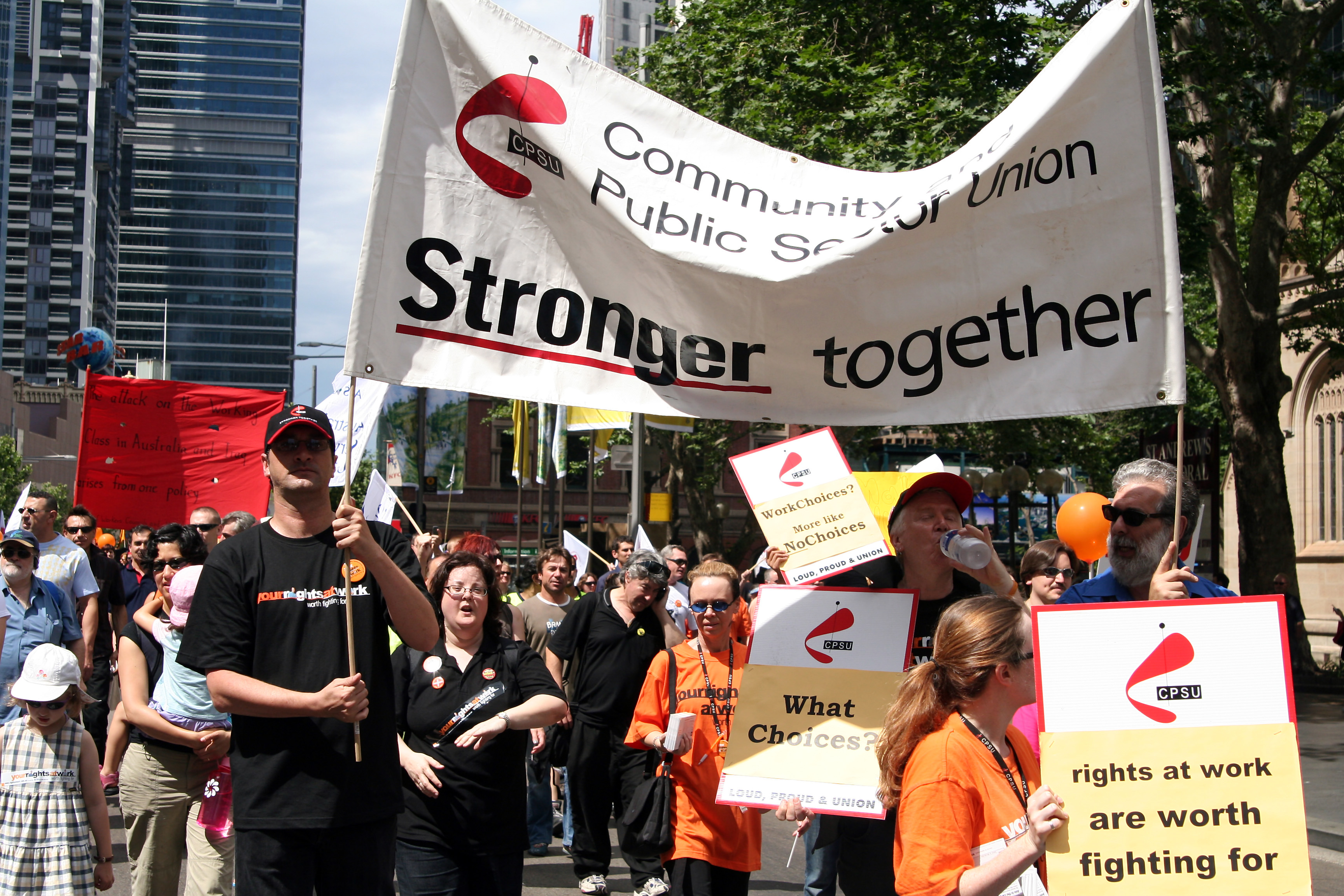
Gewerkschaftsmitglieder der CPSU protestierten 2005 in Sydney gegen die Regierung von John Howard der Liberal Party of Australia

Diese Gewerkschaft ist Mitglied der gewerkschaftlichen Dachorganisation Australian Council of Trade Unions und war in der Australian Industrial Relations Commission eingetragen. Sie beteiligte sich aktiv an den Protesten gegen die libaral-nationalistische Koalitionsregierung von John Howard in den Jahren 2005 bis 2007.
Innerhalb der SPSF Group gibt es die so genannte The General Staff Union, die Gewerkschaftsmitglieder mit hohem Qualifikationsniveau an staatlichen Schulen, Forschungseinrichtungen und Universitäten umfasst.

## PSU Group
The PSU Group erfasst Beschäftigte der Bundes- und Landesregierungen Australiens.